# گورا نوسکایا
گورا نوسکایا (به لاتین: Gora Nevskaya) یک کوه در روسیه است که در استان ماگادان واقع شده‌است. گورا نوسکایا ۱٬۸۲۸ متر بالاتر از سطح دریا واقع شده‌است.